# Президентские выборы в Черногории (2018)
Президентские выборы в Черногории прошли 15 апреля 2018 года. Это голосование стало третьими президентскими выборами в истории независимой Черногории. На выборах в 2008 и 2013 годах победил кандидат от Демократической партии социалистов Черногории (ДПСЧ) Филип Вуянович, который не имел права выставлять свою кандидатуру на третий срок. Новым президентом Черногории был избран лидер правящей ДПСЧ Мило Джуканович, который получил более 50 % голосов в первом туре выборов при явке 63,92 %.

## Предыстория
Предыдущие выборы президента Черногории прошли 7 апреля 2013 года. На этих выборах представитель правящей Демократической партии социалистов Черногории Филип Вуянович с минимальным перевесом победил единого кандидата от оппозиции Миодрага Лекича, поддержанного тремя крупнейшими на тот момент оппозиционными партиями: «Демократическим фронтом», Социалистической народной партией Черногории и партией «Позитивная Черногория». Миодраг Лекич не признал результатов выборов, сославшись на многочисленные нарушения. Попытка кандидата оспорить итоги голосования в Конституционном суде не имели успеха.
16 октября 2016 года в Черногории состоялись парламентские выборы. Победу на них одержала Демократическая партия социалистов Черногории (ДПСЧ), получив 36 из 81 мандата в Скупщине. Вместе с партиями национальных меньшинств и партией «Социал-демократы Черногории» ДПСЧ сформировала правящую коалицию и правительство страны. Лидер ДПСЧ Мило Джуканович, долгое время бывший премьер-министром, добровольно покинул правительство, новым премьер-министром был назначен заместитель Джукановича в правительстве Душко Маркович.
Послевыборный период был ознаменован политической напряжённостью в связи с тем, что все оппозиционные партии, прошедшие в Скупщину («Демократический фронт», «Демократическая Черногория», Социал-демократическая партия Черногории, Социалистическая народная партия Черногории, «ДЕМОС» и «Объединённое реформистское действие»), объявили о непризнании итогов парламентских выборов и о полном бойкоте работы парламента, требуя проведения независимого расследования нарушений, имевших, по их мнению, место на выборах, и новых выборов в Скупщину. Впоследствии часть сторонников, в том числе два депутата, избранные от партии «ДЕМОС», объявили о выходе из партии и о формировании собственной политической организации «Единая Черногория», которая осталась в оппозиции и поддержала бойкот работы парламента.
В ноябре 2017 года в Скупщине была сформирована рабочая группа для пересмотра избирательного законодательства с целью исправить замечания, сделанные БДИПЧ ОБСЕ после предыдущих президентских и парламентских выборов. Несмотря на приглашение, все оппозиционные партии отказались принять участие в работе группы. В связи с этим оказалось невозможно внести поправки в Закон о выборах президента, для изменения которого необходима поддержка двух третей депутатов Скупщины. По этой причине ряд замечаний БДИПЧ ОБСЕ остались неучтёнными на выборах 2018 года. Однако 29 декабря парламент смог принять поправки на основе предложений рабочей группы в ряд других связанных с выборами законов, для одобрения изменений в которые достаточно простого большинства голосов. Все оппозиционные партии бойкотировали голосование. Принятые поправки в Закон о списке избирателей, Закон о политических партиях, Закон о финансировании политических организаций и избирательных кампаний и Закон об электронных СМИ соответствовали рекомендациям ОБСЕ, особенно в части финансирования избирательной кампании и СМИ.

## Избирательная система
Президента Черногории избирают всенародным голосованием на пятилетний срок. Один человек может занимать пост президента не больше двух сроков подряд. Для победы в первом туре необходимо набрать больше половины действительных голосов. В противном случае проводится второй тур между двумя кандидатами, набравшими наибольшее количество голосов в первом туре.
Все граждане старше 18 лет, имевшие постоянное место жительства в Черногории в течение 24 месяцев перед выборами и не признанные судом психически недееспособными, имеют право участвовать в голосовании. В настоящее время в реестре избирателей зарегистрированы 533089 человек. За составление и внесение изменений в реестр избирателей отвечает Министерство внутренних дел. Кандидатами на президентских выборах могут быть все граждане, имеющие право голоса и постоянно проживающие в Черногории не менее 10 из последних 15 лет. Кандидатов могут выдвигать политические партии или группы избирателей. Всем кандидатам необходимо собрать подписи избирателей в количестве 1,5 % от общего числа избирателей (7993 на этих выборах), причём избиратель может поставить подпись в поддержку только одного кандидата. Выдвижения кандидатов возможно до 26 марта 2018 года.
Избирательная администрация разделена на три уровня: Государственная избирательная комиссия (ГИК), 23 муниципальная избирательная комиссия (МИК) и 1214 участковых избирательных комиссий (УИК). ГИК и МИК — это постоянные органы, назначаемые на четыре года, УИК формируются перед каждыми выборами. ГИК состоит из председателя и десяти постоянных членов, а также назначаемых представителей каждого кандидата. Четыре члена ГИК предлагаются парламентским большинством, четыре парламентской оппозицией, один от политической силы национального меньшинства, набравшей наибольшее количество голосов среди других подобных объединений на предыдущих парламентских выборах, и ещё один от гражданского общества. МИК состоят из председателя и четырёх постоянных членов, назначаемых соответствующим местным парламентом. УИК также состоит из председателя и четырёх членов, предлагаемых партиями, представленными в местном парламенте.

## Кандидаты
- 7 февраля 2018 года лидер непарламентской «Партии справедливости и примирения», представляющей боснякское национальное меньшинство, Хазбия Калач заявил о выдвижении своей кандидатуры на президентских выборах[15].
- 28 февраля 2018 года непарламентская «Сербская коалиция[англ.]» выдвинула Добрило Дедеича в качестве своего кандидата в президенты Черногории[16].
- 2 марта 2018 года независимый кандидат Василие Миличкович подал свою кандидатуру в Государственную избирательную комиссию[17]. Его поддержала непарламентская «Партия пенсионеров и инвалидов труда»[18].
- 2 марта 2018 года журналист и председатель партии «Истинная Черногория» Марко Милачич заявил о выдвижении своей кандидатуры на президентских выборах[19].
- 5 марта 2018 года Социал-демократическая партия Черногории выдвинула своего депутата в парламенте Драгиню Вуксанович на пост президента страны[20]. Позднее Драгиня Вуксанович была поддержана партией «ДЕМОС».
- 9 марта 2018 года после нескольких месяцев переговоров стал известен единый кандидат от большей части парламентских оппозиционных партий[англ.][21][22]. Им стал независимый политик Младен Боянич[англ.], один из основателей проевропейской партии «Позитивная Черногория[англ.]», однако покинувший её из-за разногласий с руководством партии после парламентских выборов 2012 года и продолживший работу в качестве независимого депутата[23]. Младен Боянич известен тем, что выступал против вступления Черногории в НАТО без проведения референдума[24].
- 19 марта 2018 года крупнейшая правящая Демократическая партия социалистов Черногории определилась со своим кандидатом на пост президента Черногории. Им стал бывший премьер-министр Черногории Мило Джуканович, несмотря на то, что он ранее говорил, что не имеет желания баллотироваться на этих президентских выборах[25]. Кандидатуру Джукановича поддержали партии, входящие в правящую коалицию в Скупщине: Либеральная партия Черногории[англ.][26], «Социал-демократы Черногории[англ.]»[27], Боснякская партия[англ.][28], «Хорватская гражданская инициатива[англ.]»[29] и Демократический союз албанцев[англ.][30].

28 марта жеребьёвкой были определены номера кандидатов в избирательном бюллетене:
| № | Кандидат           | Примечания | Примечания |
| - | ------------------ | --- | ---------- |
| 1 | Марко Милачич      | Журналист, глава непарламентской партии «Истинная Черногория»                                                   |            |
| 2 | Младен Боянич      | Бывший депутат Скупщины, независимый кандидат, поддержанный следующими партиями: «ДФ», «ДЧ», СНПЧ, «ОРД» и «ЕЧ» |            |
| 3 | Хазбия Калач       | Глава непарламентской «Партии справедливости и примирения» представляющей боснийцев                             |            |
| 4 | Василие Миличкович | Бизнесмен, независимый кандидат, поддержанный непарламентской «Партией пенсионеров и инвалидов труда»           |            |
| 5 | Добрило Дедеич     | Глава непарламентской партии «Сербский список»                                                                  |            |
| 6 | Драгиня Вуксанович | Депутат от Социал-демократической партии Черногории, поддержанная партией «ДЕМОС»                               |            |
| 7 | Мило Джуканович    | Лидер ДПСЧ, бывший премьер-министр Черногории, поддержанный партиями ЛПЧ, «СДЧ», БП, «ХГИ» и ДСА                |            |

## Опросы
| Дата          | Источник | Джуканович | Боянич | Вуксанович | Милачич | Калач | Миличкович | другие |
| ------------- | -------- | ---------- | ------ | ---------- | ------- | ----- | ---------- | ------ |
| 29 марта 2018 | CeDem    | 50,6       | 35,5   | 7,9        | 2,9     | 0,8   | 0,1        | 2,2    |

## Результаты
Согласно предварительным результатам победу в первом туре одержал Мило Джуканович, выдвинутый Демократической партией социалистов Черногории.
| Кандидат                                                        | Партия                              | Голосов | %     |
| --------------------------------------------------------------- | ----------------------------------- | ------- | ----- |
| Мило Джуканович                                                 | ДПСЧ                                | 180 274 | 53,90 |
| Младен Боянич                                                   | независимый                         | 111 711 | 33,40 |
| Драгиня Вуксанович                                              | СДПЧ                                | 27 441  | 8,20  |
| Марко Милачич                                                   | Истинная Черногория                 | 9405    | 2,81  |
| Хазбия Калач                                                    | Партия справедливости и примирения  | 2677    | 0,80  |
| Василие Миличкович                                              | независимый                         | 1593    | 0,48  |
| Добрило Дедеич                                                  | Сербский список                     | 1363    | 0,41  |
| Испорченные бюллетени                                           | Испорченные бюллетени               | 5998    | 1,76  |
| Всего                                                           | Всего                               | 340 462 |       |
| Зарегистрированных избирателей/Явка                             | Зарегистрированных избирателей/Явка | 532 599 | 63,92 |
| Источник: ГИК Архивная копия от 21 июня 2018 на Wayback Machine |                                     |         |       |